# Encoded Archival Context
Encoded Archival Context (EAC) is een internationale XML-standaard en voorziet in een grammatica voor het coderen van de namen van de makers van archiefmateriaal en gerelateerde informatie.
Soms spreekt men van Encoded Archival Context - Corporate bodies, Persons, and Families (EAC-CPF).
Van het EAC schema zijn 2 syntaxis beschikbaar: EAC RNG (Relax NG Schema) 
en EAC  XSD (W3C Schema).
EAC kan worden gebruikt in combinatie met Encoded Archival Description (EAD).

## Geschiedenis
In maart 2001 kwam een groep van archivarissen bijeen in Toronto om een high-level model voor informatie over de makers van archiefmateriaal te creëren. Ze werkten dit uit tot een strategie voor de uitvoering van dat model: EAC-CPF en het testen van het ontwerp.
De 2e editie kwam er in 2003.